# Kaédi
Kaedi, (كيهيدي in Arabo), è una città della Mauritania capoluogo della regione di Gorgol.
La città si trova vicino al confine con il Senegal e sulla riva destra del fiume Senegal. Grazie al terreno reso fertile dalle inondazioni stagionale del Senegal e dei suoi affluenti si sono sviluppate in modo considerevole le culture di cereali e gomma arabica. Buona la pesca. La città possiede inoltre l'unico ospedale della regione, progettato e costruito esclusivamente con biomateriali dall'architetto italiano Fabrizio Carola ed un aeroporto.